# Еквівалентна варіація доходу
В економіці еквівале́нтна варіа́ція дохо́ду (англ. Equivalent variation — EV) — одна з мір оцінення зміни добробуту агента. Еквівалентна варіація дає відповідь на питання: яка зміна в доході еквівалентна для споживача даній зміні цін, тобто змінила б добробут агента так само, як він змінився через зміну цін.
Цю різницю можна записати як
{\displaystyle EV(p_{0},p_{1},I)=e(p_{0},v(p_{1},I))-e(p_{0},v(p_{0},I))=}
{\displaystyle =e(p_{0},v(p_{1},I))-I,}
де {\displaystyle v(p,I)} — непряма функція корисності, {\displaystyle e(p,u)} — функція витрат.
Скориставшись лемою Шепарда, можна уявити EV як площу під відповідною кривою попиту:
{\displaystyle EV=\int \limits _{p_{i}^{(1)}}^{p_{i}^{(0)}}h_{i}(p,u')dp_{i}=\int \limits _{p_{i}^{(1)}}^{p_{i}^{(0)}}{\frac {\partial e(p,u')}{\partial p_{i}}}dp_{i}=}
{\displaystyle =e(p^{(0)},u')-e(p^{(1)},u').}